# Робъртс
Вижте пояснителната страница за други значения на Робъртс.
Робъртс (на английски: Roberts) е град в окръг Джеферсън, щата Айдахо, САЩ. Робъртс е с население от 647 жители (2000) и обща площ от 0,9 km². Намира се на 1456 m надморска височина. ЗИП кодът му е 83444, а телефонният му код е 208.